# إميليو نونيز
إميليو نونيز (بالإنجليزية: Emilio Núñez) هو طبيب أسنان أمريكي، ولد في 27 ديسمبر 1855، وتوفي في 5 مايو 1922 في هافانا في كوبا.